# Serge Diantantu
Serge Diantantu, né le 4 mai 1960 à Mbanza-Ngungu et mort le 1er juin 2022 à Lucé, est un dessinateur, caricaturiste et auteur de bande dessinée congolais (RDC).

## Œuvres

### Albums BD
- Diantantu, Serge. Simon Kimbangu. Tome 1 : La voix du peuple opprimé, mort au bout de 30 années de prison. Amfreville-la-Mivoie : Mandala - AfricaBD-édition, 2002, 48 p. ill. en coul., couv. ill. en coul., 30 cm -  (ISBN 2-9519017-0-4).
- Diantantu, Serge. Simon Kimbangu. Tome 2 : Le triomphe de la non-violence. Amfreville-la-Mivoie : Mandala - AfricaBD-edition, 2004, 50 p. ill. en coul., couv. ill. en coul. 30 cm -  (ISBN 2-9519017-1-2).
- Diantantu, Serge. La Petite Djily et Mère Mamou. Lucé : Diantantu éditions, coll. La Petite Djily, no 1, 2008, 46 p. -  (ISBN 978-2-9531320-1-4).
- Diantantu, Serge. L'Amour sous les palmiers. Amfreville-la-Mivoie : Editions Mandala Africa BD, 2008, 50 p.
- Diantantu, Serge. Femme noire, je te salue. Lucé : Diantantu éditions, 2008, 46 p., ill. -  (ISBN 9782953132007).
- Diantantu, Serge. Simon Kimbangu. Tome 3 : Lipanda dia Zole, la liberté à jamais. Amfreville-la-Mivoie : Mandala - AfricaBD-édition, 2010, 50 p. ill. en coul., couv. ill. en coul. 30 cm -  (ISBN 978-2-952664-77-6).
- Diantantu, Serge (textes et illustrations). Femme noire d'Afrique, d'Amérique et des Antilles, 1. Le Lamentin : Caraïbe éditions, 2011, 46 p., 30 cm -  (ISBN 9782917623473).
- Diantantu, Serge. Femme noire d'Afrique, d'Amérique et des Antilles, 2. Le Lamentin : Caraïbe éditions, 2011, 47 p., ill. en coul., couv. ill. en coul. 30 cm -  (ISBN 978-2-917623-38-1).
- Mémoire de l'esclavage - Tome 1 : Bulambemba, éd. Caraibeditions, 2010
- Mémoire de l'esclavage - Tome 2 : En naviguant vers les Indes, éd. Caraibeditions, 2011
- Mémoire de l'esclavage - Tome 3 : L'embarquement de bois d'ébène, éd. Caraibeditions, 2012
- Mémoire de l'esclavage - Tome 4 : Ile de Gorée, éd. Caraibeditions, 2014
- Mémoire de l'esclavage - Tome 5 : Colonies des Antilles et de l'Océan, éd. Caraibeditions, 2015
- Diantantu, Serge ; Degras, Jean-Claude. Félix Éboué, héros de la France libre. Lamentin : Caraïbe édition 2016, 63 p., ill. 30 cm -  (ISBN 9782373110098).
- Samantha et Ségou - Tome 1 : Samantha et Ségou visitent la Guyane, 2020

### Livres, essais
- Homme noir d'Afrique, d'Amérique et des Antilles, Tome 1, éd. Caraibeditions, 2012
- Homme noir d'Afrique, d'Amérique et des Antilles, Tome 2, éd. Caraibeditions, 2012

### Illustrations
- N'Diaye, Joseph. Il fut un jour à Gorée… : l'esclavage raconté à nos enfants. Préface de Koïchiro Matsuura. Illustration de Serge Diantantu. Paris : éd. Michel Lafon, 2006, 96 p., ill.

## Distinctions et prix
- 2008 : Prix de la bande dessinée engagée à Lyon[4],[2] ;
- 2013 : Prix Fetkann! de la jeunesse[5],[2].

## A consulter
- Vellut, Jean-Luc. À propos du Simon Kimbangu de Serge Diantantu : la place du religieux dans le 'roman national' congolais. In : Aionos: Miscellanea di studi storici, 17, (2011-2012), 2014, p. 175-224.
- Vellut, Jean-Luc. BD africaine et prophétisme : le Simon Kimbangu de Serge Diantantu, in : Delisle (Philippe), dir., Bandes dessinées et religions : des cases et des dieux. Paris : Karthala, coll. Esprit BD, 2016, 337 p.